# Faustball-Weltmeisterschaft der Frauen 2002
| 3. Weltmeisterschaft 2002          | 3. Weltmeisterschaft 2002 |
| Frauen                             | Frauen                    |
| ---------------------------------- | ------------------------- |
| Anzahl Nationen                    | 7                         |
| Weltmeister                        | Schweiz                   |
| Gastgeber                          | Brasilien                 |
| Stadt                              | Curitiba                  |
| Eröffnung                          | 7. November 2002          |
| Endspiel                           | 10. November 2002         |
| Verband                            | IFA                       |
| Anzahl Spiele                      | 28                        |
| \| ← 2. WM 1998 \| 4. WM 2006 → \| |                           |
| ← 2. WM 1998                       | 4. WM 2006 →              |

Die 3. Faustball-Weltmeisterschaft der Frauen fand 2002 vom 7.–10. November in Curitiba (Brasilien) statt. Brasilien war zum ersten Mal Ausrichter der Faustball-Weltmeisterschaften der Frauen.

## Teilnehmer
An der dritten Faustball-WM der Frauen nahmen insgesamt sieben Nationen von drei Kontinenten teil. Zum ersten Mal nahm die Frauen-Nationalmannschaften aus Japan an einer Frauen-Weltmeisterschaft teil. 
| Europa - Deutschland - Österreich - Schweiz | Südamerika - Argentinien - Chile - Brasilien | Asien - Japan |

## Spielplan

### Spielmodus
Zunächst spielten die sieben teilnehmenden Nationen in der Vorrunde jeder gegen jeden.
Das Halbfinale bestreiten die ersten vier Teams der Vorrunde, die fünften, sechsten und siebten der Vorrunde spielten in einer einfachen Runde die Plätze 5–7 aus.

### Vorrunde
| 07.11.2002 | Deutschland | – | Argentinien | 2:0 (20:8, 20:16)         |
| 07.11.2002 | Österreich  | – | Chile       | 2:0 (20:11, 20:11)        |
| 07.11.2002 | Brasilien   | – | Japan       | 2:0 (20:10, 20:6)         |
| 07.11.2002 | Schweiz     | – | Chile       | 2:0 (20:8, 20:12)         |
| 07.11.2002 | Österreich  | – | Japan       | 2:0 (20:4, 20:8)          |
| 07.11.2002 | Deutschland | – | Brasilien   | 2:1 (21:23, 20:14, 20:9)  |
| 07.11.2002 | Schweiz     | – | Argentinien | 2:1 (20:22, 20:6, 20:12)  |
| 08.11.2002 | Schweiz     | – | Japan       | 2:0 (20:5, 20:4)          |
| 08.11.2002 | Österreich  | – | Argentinien | 2:0 (20:14, 20:15)        |
| 08.11.2002 | Brasilien   | – | Chile       | 2:0 (20:8, 20:14)         |
| 08.11.2002 | Argentinien | – | Japan       | 2:0 (20:12, 20:14)        |
| 08.11.2002 | Deutschland | – | Chile       | 2:0 (20:9, 20:4)          |
| 08.11.2002 | Schweiz     | – | Brasilien   | 0:2 (19:21, 16:20)        |
| 08.11.2002 | Deutschland | – | Österreich  | 2:0 (20:14, 20:16)        |
| 09.11.2002 | Brasilien   | – | Argentinien | 2:0 (20:18, 20:7)         |
| 09.11.2002 | Chile       | – | Japan       | 2:0 (20:6, 20:11)         |
| 09.11.2002 | Schweiz     | – | Österreich  | 1:2 (13:20, 20:16, 12:20) |
| 09.11.2002 | Deutschland | – | Japan       | 2:0 (20:2, 20:8)          |
| 09.11.2002 | Argentinien | – | Chile       | 2:0 (20:15, 20:14)        |
| 09.11.2002 | Österreich  | – | Brasilien   | 2:1 (20:14, 15:20, 20:15) |
| 09.11.2002 | Schweiz     | – | Deutschland | 0:2 (19:21, 18:20)        |

### Endrunde

#### Spiel um Platz 5–7
| 10.11.2002 | 09:30 | Japan | – | Chile       | 0:2 | (10:20, 6:20)  |
| 10.11.2002 | 10:30 | Japan | – | Argentinien | 0:2 | (5:20, 9:20)   |
| 10.11.2002 | 14:00 | Chile | – | Argentinien | 0:2 | (15:20, 20:22) |

#### Halbfinale
| 10.11.2002 | 11:30 | Deutschland | – | Schweiz   | 1:2 | (23:21, 17:20, 15:20) |
| 10.11.2002 | 12:45 | Österreich  | – | Brasilien | 0:2 | (18:20, 24:25)        |

#### Spiel um Platz 3
| 10.11.2002 | 15:15 | Deutschland | – | Österreich |  | nicht ausgetragen |

#### Finale
| 10.11.2002 | 15:15 | Schweiz | – | Brasilien | 2:1 | (16:20, 23:21, 15:23) |

## Schiedsrichter
Sechs Schiedsrichter aus fünf Nationen leitete die Begegnungen bei diesen Frauen-Weltmeisterschaften. 
| Europa - Daniel Ohmes Deutschland - Johann Geisecker Österreich - Bruno Mahler Schweiz | Südamerika - Carlos Kronenberg Argentinien - Gastao Englert Brasilien - George Schuch Brasilien |

## Platzierungen
| Rang | Land        |
| ---- | ----------- |
| 1.   | Schweiz     |
| 2.   | Brasilien   |
| 3.   | Deutschland |
|      | Österreich  |
| 5.   | Argentinien |
| 6.   | Chile       |
| 7.   | Japan       |

Der 3. Platz wurde nicht ausgespielt und somit an beide unterlegenen Halbfinalisten vergeben.

## Weblink
- Faustball WM 2002 bei der TGD Essen (Memento vom 2. Januar 2007 im Internet Archive)